# 庫魯瓜提
庫魯瓜提（西班牙語：Guruguaty）是巴拉圭的城市，由卡寧德尤省負責管轄，距離首都亞松森240公里，始建於1716年5月14日，面積3,650平方公里，海拔高度178米，2002年人口75,310。

## 外部連結
- About the violence in July 2012[永久]
- SENATUR （页面存档备份，存于）